# Haloragis eyreana
Haloragis eyreana är en slingeväxtart som beskrevs av A.E. Orchard. Haloragis eyreana ingår i släktet Haloragis och familjen slingeväxter. Inga underarter finns listade i Catalogue of Life.